# 豆叩羌族乡
豆叩羌族乡，中国四川省绵阳市平武县下辖的一个民族乡，位于平武县南部。原为豆叩镇，豆叩镇距绵阳市区约95公里，距平武县城100公里。该镇遭受过汶川地震。2019年12月，撤销徐塘羌族乡和豆叩镇，设立豆叩羌族乡，以原徐塘羌族乡和原豆叩镇所属行政区域为豆叩羌族乡的行政区域，豆叩羌族乡人民政府驻政府街85号。

## 行政区划
现辖：
场镇社区、砚石村、堡子村、裕华村、华丰村、银安村、先锋村、银岭村、竹坝村、九龙村、松柏村、荣华村、木楠村、紫荆村和花园村。

## 教育
- 豆叩镇中心小学校[3]
- 豆叩镇荣华中心小学